# حزب الوطن الأم
حزب الوطن الأم (باللغة التركيّة: Anavatan Partisi)، حزب سياسي قومي تركي من يمين الوسط أسسه تورغوت أوزال عام 1983. في 5 مايو 2005 اندمج مع حزب الطريق القويم ليشكلا الحزب الديمقراطي التركي، لكن أعيد تأسيس الحزب في سبتمبر 2011 مرة أخرى. رئيسه الحالي هو إبراهيم چلبي.
كان الحزب يعد حزبًا نيوليبراليًا محافظًا وقوميًا يمين الوسط ، يدعم القيود المفروضة على الدور الذي يمكن أن تلعبه الحكومة في الاقتصاد ، كما دعم رأس المال الخاص والمشاريع وبعض التعبيرات العامة عن الدين. فاز حزب الوطن الأم الجديد في الانتخابات العامة التركية عام 1983 بقيادة أوزال.

## وصلات خارجية
- موقع الحزب الرسمي